# Mutis
Hernebja (nombre egipcio), o Mutis fue un soberano de la dinastía XXIX de Egipto, según Manetón, que gobernó ca. 392 a. C.
Eusebio de Cesarea, copiando a Manetón, sitúa como quinto rey a Muzis, detrás de Neferites I, y comenta que reinó un año, aunque en la versión armenia de su epítome es el cuarto rey, y está situado entre Psammutes y Neferites, denominándolo Mutes. 
Su nombre no aparece en la lista de Julio Africano.
También figura en la Crónica demótica, aunque la lista B cita después de Neferites I "a su hijo", sin aportar su nombre. 
A la muerte de Neferites I se formaron dos facciones, cada una con un pretendiente al trono: Mutis y Psamutis; es probable que después algunos meses de reinado el primero fue desposeído por el segundo, que consigue permanecer en el trono solamente un año. 
| Predecesor: Neferites I | Faraón Dinastía XXIX | Sucesor: Psamutis - Acoris |

- Datos: Q601554